# US du Centenaire
US du Centenaire was een Belgische voetbalclub uit Brussel. De club sloot in 1947 aan bij de KBVB met stamnummer 4630.
In 1964 fuseerde de club met RUS Laeken tot Royal Stade de Bruxelles.

## Geschiedenis
De club werd op 1 mei 1946 opgericht en sloot in januari 1947 aan bij de KBVB, men koos voor rood en groen als clubkleuren.
Men ging in 1948-1949 van start in Derde Provinciale, de reeks waar de club tot de fusie met RUS Laeken in 1964 ook zou actief blijven.
Enkel in 1955-1956 kwam US du Centenaire met een derde plaats in de klassering dichtbij promotie naar Tweede Provinciale. De rest van de bestaansgeschiedenis van de club speelde men doorgaans in de middenmoot.
In 1964 fuseerde de club met RUS Laeken dat terreinmoeilijkheden kende en de fusieclub Royal Stade de Bruxelles ging op het terrein van US du Centenaire spelen. Het stamnummer van de club ging in de fusie verloren.